# 水上村立水上学園
水上村立水上学園（みずかみそんりつ みずかみがくえん）は、熊本県球磨郡水上村湯山にある公立の義務教育学校。
2023年（令和5年）に、水上村内の小学校2校（湯山・岩野）および中学校1校（水上）を統合の上、開校した。熊本県内では3校目の義務教育学校となる。
校地・校舎ともに、増改築の上、水上中学校のものを継承している。

## 概要
歴史
2023年（令和5年）に、下記の村立小中学校を統合の上、開校した。
- 水上村立岩野小学校
- 水上村立湯山小学校
- 水上村立水上中学校

校訓
「自律・創造・協調」
校章
市房山および、村の花であるシャクナゲの花弁・葉をモチーフにしている。
校歌
通学区域
水上村全域。

## 沿革
- 2023年（令和5年）
  - 4月1日 - 義務教育学校「水上村立水上学園」（現校名）が開校。
  - 4月11日 - 開校式および入学式を挙行。
    - 旧水上中学校校舎の増改築が完了するまでの間、施設分離型でのスタートとなる。
      - 前期課程（1～6年、小学校に相当）- 旧・水上村立岩野小学校
      - 後期課程（7～9年、中学校に相当）- 旧・水上村立水上中学校
- 2024年（令和6年）
  - 4月 - 校舎の増改築が完了し、旧・水上中学校校舎・校地での施設一体型の義務教育学校となる。
  - 4月26日 - 総合落成式を挙行。

## 交通アクセス
最寄りの鉄道駅
- くま川鉄道 湯前線「湯前駅」

最寄りのバス停留所
- 九州産交バス 「水上役場前」・「水上中学校前」停留所

最寄りの幹線道路
- 国道388号・国道446号
- 宮崎県道・熊本県道142号上椎葉湯前線

## 周辺
- 水上村役場
- 多良木警察署 水上警察官駐在所
- 上球磨森林組合
- 水上村商工会
- 球磨川